# Ferris Wheel on Fire
Ferris Wheel on Fire és el segon EP del grup estatunidenc d'indie folk rock Neutral Milk Hotel, publicat el 12 de desembre de 2011 com a part del lot recopilatori Walking Wall of Words. L'EP consta de vuit cançons acústiques que va escriure el líder i compositor del grup, Jeff Mangum, entre els anys 1992 i 1996. Cinc d'aquests temes («Oh Sister», «Ferris Wheel on Fire», «Home», «I Will Bury You in Time» i «My Dreamgirl Don't Exist») mai no havien tingut un llançament oficial abans, tot i que havien estat interpretades en alguns concerts. El tema «Engine» si que s'havia publicat: el 1998 com a cara B de la cançó «Holland, 1945» i el 1999 com a part d'un àlbum recopilatori de Merge Records. Els dos temes restants, «April 8th» i «A Baby For Pree / Glow Into You», són part de l'àlbum debut del grup, On Avery Island, però per a aquest EP van ser reelaborats i regrabats, sent per tant versions diferents.
Aquest EP només es pot comprar en format físic com a part de Walking Wall of Words.

## Composició
La majoria de les cançons són grabades en solitari per Jeff Mangum, que canta i toca la guitarra acústica, però a dues d'elles hi ha més instrumentació: a «Home» Robert Schneider (col·laborador habitual del grup) toca un breu solo de melòdica, i a «Engine» Julian Koster (integrant del grup) toca el xerrac musical.
L'última cançó, «My Dreamgirl Don't Exist», és una gravació en directe de 1996.

## Llista de cançons
| Núm.          | Títol                              | Durada |
| ------------- | ---------------------------------- | ------ |
| 1.            | «Oh Sister»                        | 3:36   |
| 2.            | «Ferris Wheel on Fire»             | 3:46   |
| 3.            | «Home»                             | 2:04   |
| 4.            | «April 8th»                        | 2:32   |
| 5.            | «I Will Bury You in Time»          | 2:12   |
| 6.            | «Engine»                           | 2:55   |
| 7.            | «A Baby for Pree / Glow Into You»  | 2:46   |
| 8.            | «My Dream Girl Don't Exist (Live)» | 3:51   |
| Durada total: | Durada total:                      | 23:46  |

## Personal
- Jeff Mangum: Guitarra acústica, veu, disseny de la coberta i de la contraportada
- Robert Schneider: Melòdica
- Julian Koster: Xerrac musical
- Craig Morris: Enginyeria de so
- Veronica Trow: Producció executiva
- Mark Ohe: Disseny de la coberta i de la contraportada